# Њуелтон (Луизијана)
Њуелтон (енгл. Newellton) град је у америчкој савезној држави Луизијана.

## Демографија
По попису из 2010. године број становника је 1.187, што је 295 (-19,9%) становника мање него 2000. године.
| Група             | 2000.       | 2010.       |
| Белци             | 503 (33,9%) | 333 (28,1%) |
| Афроамериканци    | 959 (64,7%) | 843 (71,0%) |
| Азијати           | 1 (0,1%)    | 0 (0,0%)    |
| Хиспаноамериканци | 29 (2,0%)   | 11 (0,9%)   |
| Укупно            | 1.482       | 1.187       |